# Igerrak
La comunidad de Igerrak fue fundada por Oneka Tirado y Aitor Bilbao en diciembre de 2014 con el propósito de fomentar el uso del euskera en las redes sociales, principalmente en Instagram.

## Objetivos
Igerrak pretende ser una comunidad que permita a los vascos de todo el mundo relacionarse en su propia lengua relacionándose a través de Instagram. Para ello se realizan periódicamente retos y concursos fotográficos que mediante el uso de hashtag concreto fomentan el uso del euskera y la interrelación entre sus seguidores.
En la actualidad la comunidad Igerrak está formada por más de 3.600 seguidores y se han etiquetado en Instagram más de 158.000 fotos con el hashtag #igerrak.

## Actividades
Además de las retos semanales y encuentros de seguidores, Igerrak organizado entre otras actividades:
- 2020-2017 Concurso fotográfico de las Jornadas Europeas del Patrimonio en Vizcaya: En colaboración con la Diputación Foral de Vizcaya y la comunidad Ondare Lagunak[4][5]
- 2015 Feria del libro y del disco vasco de Durango[6]
- 2015 Concurso y exposición fotográfica en el festival Loraldia[7]